# 薩拉尤鄉
44°43′0″N 28°9′0″E / 44.71667°N 28.15000°E
薩拉尤鄉（羅馬尼亞語：Comuna Saraiu, Constanța），是羅馬尼亞的鄉份，位於該國西南部，由康斯坦察縣負責管轄，面積114平方公里，海拔高度24米，2007年人口1,394，人口密度每平方公里12人。